# Télévision sociale
La télévision « sociale » (ou « social TV » ) est le terme général utilisé pour toutes les technologies apportant une dimension communicationnelle enrichie et une interaction sociale à l’expérience télévisuelle en direct, ou en relation avec des contenus télévisuels. La social TV se décline de différentes manières : systèmes de recommandation, d’interaction via les réseaux sociaux, de commentaires, de votes, d’espaces de chats, de vidéo-conférences, de programmes télévisés sociaux… Cette expérience de social TV peut être vécue par le téléspectateur sur différents médias : de l’ordinateur à la tablette tactile en passant par les Smartphones et les télévisions connectées, dans une idée de médias liquides et interconnectés.
La social TV, ce sont trois étapes clés :
1. L’échange, la conversation autour de la télévision : avec les communautés, les systèmes de recommandation…
2. La Gamification de la télévision : en rendant les services plus ludiques, construits grâce aux communautés et participatifs (User Generated Content).
3. La personnalisation de la télévision : usagers au centre de l’expérience, services qui collent à leurs attentes, à leur personnalité.

Quelques tentatives pour commenter et partager son expérience TV, que ce soit pour un programme spécial ou pour plusieurs programmes, commencent à voir le jour en France  (Teleglu, TweetYourTV, TV Check, Planning TV), alors que du côté des États-Unis l’offre de social TV est nettement plus riche et plus développée avec des applications comme YapTV, Philo (fermé), Miso, BeeTV (fermé), Boxee… 
2012 a été l'année du développement de la social TV en France. C'est au cours de cette année que l'on a pu voir le nombre de tweets en relation avec les programmes TV exploser. C'est également en 2012 que la plupart des chaînes de télévision ont développé de véritables stratégies de social TV pour leurs programmes et que les hashtags ont commencé à envahir les écrans.

## Le principe
La social TV doit prendre en considération de nombreux facteurs inhérents au média TV tels que la sociologie des publics, les comportements de réception télévisuelle par catégories socio-professionnelles, les audiences ou la connaissance des outils, des réseaux et des technologies. C’est une branche d’usage de la télévision qui s’est développée de pair avec le Web 2.0, dans l’idée de produire de nouveaux services télévisuels augmentés et interactifs, et qui peuvent être proposés par les chaines de télévision, les producteurs de contenus, les acteurs du Web et maintenant avec l’arrivée des télévisions connectées des fabricants de télévisions.

## Origines
La socialisation autour des contenus télévisuels n’est pas nouvelle. La télévision est un média social par essence où échange et partage sont les pierres angulaires de l’expérience. On regarde une émission en famille, on partage ses impressions sur le film de la veille avec ses collègues de travail, on enregistre un programme pour le regarder entre amis… La télévision est un média qui invite à en partager les moments et les vivre en groupe, que le programme ait plu ou pas. [réf. nécessaire]

## Description
La social TV apporte une nouvelle dimension à l’échange autour des contenus télévisuels. En créant des espaces réservés à l’échange sur les programmes télévisuels, avec des services valorisant cette participation du public et en le guidant personnellement dans son expérience TV, la social TV enrichit les fonctions sociales de la télévision. L’idée est de ramener l’audience massive du Web vers les médias traditionnels. Grâce à la collaboration TV/Web les publics peuvent rester sur les deux médias simultanément, il n’y a pas de compétition puisque TV et Web marchent ensemble. Les services de social TV permettent d’ajouter de la valeur dans la consommation live de la télévision.
Près de 22 millions de français possèdent un compte Facebook  sur les quelque 700 millions d’utilisateurs disséminés à travers le monde. Twitter totalise quant à lui plus modestement 210 millions de comptes utilisateurs aux profils plus avant-gardistes (professionnels des médias et technophiles). Avec ces audiences massives les médias sociaux sont depuis quelque temps intégrés aux stratégies marketing, politiques ou médiatiques des plus grands groupes. Ce phénomène n’est adopté par la télévision que très récemment en France, et depuis les années 2000 aux États-Unis.
Facebook ou Twitter sont des espaces qui fonctionnent sur l’échange de contenus : statuts, photos mais surtout des liens, des vidéos et des mini-jeux qui facilitent l’interaction sociale entre des individus ou des groupes d’individus. Ils sont donc le carrefour parfait pour prolonger de manière pérenne le dialogue et le partage autour de la télévision et influencer le « bouche à oreille » qui a depuis toujours assuré le succès des émissions de télévision. En France, cette fonctionnalité sociale est proposée par l'opérateur Numericable, qui a doté sa dernière box des réseaux sociaux Facebook et Twitter.
Multiplication des écrans, nouveaux formats, nouveaux outils et nouveaux services voient le jour et peuvent prolonger la durée de vie des programmes. Le défi de la social TV et des chaines de télévision est de proposer des services alliant intelligemment ces facteurs liés aux avancées du Web en termes d’interactivité et de technologies, avec les facteurs inhérents au média télévisé : audiences, facteurs sociologiques…  

## Social TV et FAI en France et en Belgique
Si la télévision connectée est maintenant bien établie, permettant de disposer de programmes et de services nombreux et diversifiés car diffusés par Internet, les fournisseurs d'accès à internet se mettent aussi à la social TV.
1. Numericable propose plusieurs fonctionnalités de social TV sur  LaBox, dont un moteur de recherche par recommandation pour la VOD et l'intégration des réseaux sociaux Facebook et Twitter. Les utilisateurs peuvent alors suivre une émission tout en ayant accès directement sur leur écran aux réactions des internautes sur les réseaux sociaux. Ils peuvent à leur tour participer aux conversations en ligne via le clavier intégré à la télécommande de la box, ce qui leur permet d'utiliser ces fonctionnalités sociales sans avoir besoin d'une seconde interface[9].
2. Orange mise sur le second écran avec des applications mobiles proposant des fonctionnalités sociales autour de la télévision : système de recommandation, espaces de vote et de commentaire, interaction sur les réseaux sociaux[10].
3. Bouygues a développé le service « Sensation Gaming ». Déployé sur sa box, il propose des jeux à la demande personnalisable par l'utilisateur [11].
4. Free propose des applications Twitter et Facebook sur certains modèles de télévision connectée ainsi qu'un espace de diffusion de vidéo personnelle [12].
5. La startup Relike TV a lancé en 2011 une application se présentant comme la nouvelle télévision sociale où les amis et les pages que l’on aime sur Facebook sont consultables comme des chaînes télés. Cette application permet de retrouver en un seul click toutes les vidéos Youtube postées par vous et vos amis sur Facebook. Marck Zuckerberg, lui-même a sélectionné Relike TV en 2011 comme meilleur exemple d’intégration des fonctionnalités Facebook. Relike TV est plus qu’un réseau social. L’entreprise propose également une solution publicitaire, les TV Ads qui permettent d’optimiser la visibilité à la fois des vidéos youtube et des pages Facebook de tout annonceur[13].

En 2018, en France, 20,3% des internautes ont écrit des commentaires sur une émission TV au cours du dernier mois. Facebook est la principale plateforme utilisées pour la social TV avec 47,6% des publications contre 22,8% sur Twitter et 18,5% sur les sites des chaines TV.